# Gustavo Adolfo de Nassau-Idstein
Gustavo Adolfo von Nassau-Idstein (nacido el 14 de febrero de 1632 en Weilburg , † 1 de agosto de 1664 en Szentgotthárd ) fue un conde de Nassau-Idstein y oficial imperial. Se convirtió a la Iglesia católica.

## Biografía
Provenía de la familia Nassau-Weilburg y era hijo del conde Juan de Nassau-Idstein y su esposa Sibila Magdalena von Baden Durlach (1605–1644), hija del margrave Jorge Federico de Baden-Durlach . La familia se aferró a la denominación luterana.

### Educación y conversión al Catolicismo
Después de una educación cuidadosa bajo el maestro de la corte Daniel von Wegener y varios viajes al extranjero, su padre lo envió al Reichstag en Ratisbona en diciembre de 1652, en asuntos gubernamentales . Allí entró en contacto con el imperial Obersthofmarschall Heinrich Wilhelm von Starhemberg (1593–1675). Él mismo se había convertido al catolicismo y estaba muy ansioso por servir a su nueva fe.  Se dio un conocido de la cuenta con el jesuita Jodok kedd (1597-1657), a continuación, conocidos teólogos polémicos . 
Después de un tiempo, Gustavo Adolfo de Nassau-Idstein fue transferido a la Iglesia católica. El Emperador Fernando III se convirtió en el padrino de su compañía y también lo nombró chambelán . El padre y la familia, por otro lado, estaban muy consternados por todo esto y se dudaba de la libertad de decisión. En una carta a su padre el 16 de octubre de 1653, Gustavo Adolfo expuso sus razones para la conversión muy claramente y, a pesar de las solicitudes y amenazas, insistió en cambiar su creencia. El padre posteriormente lo excluyó de la sucesión.
El conde Gustavo Adolfo luego fue a Maguncia y se unió a los servicios militares españoles. En una batalla cerca de Valenciennes , fue herido de gravedad. Como resultado, hubo varias visitas al padre en Idstein desde Mainz , lo que provocó un cierto acercamiento. Sin embargo, el hijo persistió en su conversión al catolicismo, por lo que nada cambió en términos dinásticos.
Alrededor de 1660, Gustavo Adolfo de Nassau-Idstein se convirtió en coronel oficial imperial y recibió su propio regimiento. Con esto fue a la guerra turca y cayó el 1 de agosto de 1664 en la batalla de San Gotardo (Hungría) . Es el nombre de un informe contemporáneo en una iglesia de los capuchinos en Furstenfeld enterrado, por lo que presumiblemente el cercano capuchino monasterio Hartberg está destinado. De acuerdo con la Zeitschrift für Heereskunde ( Sociedad Alemana del Ejército ), el Conde Gustavo Adolfo cayó en el rango de mayor general y ordenó un regimiento en San Gotardo a pie hasta la U. a. soldados contingentes Reichde los condados de Nassau, Pfalz-Simmern , Sponheim , así como del Hochstift Speyer . [5] La crónica de la ciudad de Schweinfurt informado de Nassau-Idstein tiene un comando de dos regimientos, que junto al cuerpo auxiliar del círculo superior del Rin imperio formado. 
Gustavo Adolfo de Nassau-Idstein no estaba casado y no tuvo descendencia. El padre lo sobrevivió, por lo que la exclusión de la sucesión no jugó un papel dinástico. El legado en el condado de Nassau-Idstein llegó en 1677 a su medio hermano menor Jorge Augusto (1665-1721).
El primo materno de Gustavo Adolfo, Bernardo Gustavo de Baden-Durlach (1631–1677) también se convirtió a la Iglesia católica, se convirtió en príncipe abad de Fulda y Kempten , y más tarde incluso en cardenal . También había asistido a la batalla de San Gotardo como oficial.
Ambos tíos abuelos fueron el Margrave Jacobo III de Baden , que fue envenenado en 1590 debido a su conversión al catolicismo.
- Datos: Q15291735